# Ischalis felix
Ischalis felix är en fjärilsart som beskrevs av Butler 1877. Ischalis felix ingår i släktet Ischalis och familjen mätare. Inga underarter finns listade i Catalogue of Life.